# Exile (álbum)
Exile é o segundo álbum de estúdio da dupla britânica de synthpop Hurts, lançado em 8 de março de 2013. O disco foi produzido pelos próprios integrantes da banda, junto com Jonas Quant — que já havia trabalhado com o dueto no lançamento do seu álbum anterior em 2010 — e Dan Grech-Marguerat. A canção "Miracle" foi lançada em 11 de janeiro de 2013 como o primeiro single do álbum e repercutiu bem na mídia. Outros dois singles foram lançados deste CD.
O álbum acabou alcançando o top 10 dos mais vendidos em diversos países durante sua primeira semana de lançamento. No Reino Unido, atingiu o nono lugar nas paradas do Reino Unido, ao vender 12 124 cópias na sua semana de estreia. O álbum recebeu críticas mistas dos especialistas, com um tom positivo.

## Faixas
| CD             |                       |         |  |
| N.º            | Título                | Duração |  |
| 1.             | "Exile"               | 4:17    |  |
| 2.             | "Miracle"             | 3:44    |  |
| 3.             | "Sandman"             | 3:54    |  |
| 4.             | "Blind"               | 4:23    |  |
| 5.             | "Only You"            | 4:29    |  |
| 6.             | "The Road"            | 4:35    |  |
| 7.             | "Cupid"               | 2:42    |  |
| 8.             | "Mercy"               | 4:06    |  |
| 9.             | "The Crow"            | 5:33    |  |
| 10.            | "Somebody to Die For" | 4:35    |  |
| 11.            | "The Rope"            | 4:14    |  |
| 12.            | "Help"                | 4:17    |  |
| Duração total: | Duração total:        | 50:49   |  |

## Tabelas musicais
| Paradas (2013)                          | Melhor posição |
| --------------------------------------- | -------------- |
| Alemanha (Media Control)                | 3              |
| Austrália (ARIA Charts)                 | 90             |
| Áustria (Ö3 Austria Top 40)             | 4              |
| Bélgica Flanders (Ultratop 50)          | 24             |
| Bélgica Valônia (Ultratop 40)           | 59             |
| Dinamarca (Johan Schluter Advokatfirma) | 31             |
| Espanha (PROMUSICAE)                    | 25             |
| Finlândia (Suomen virallinen lista)     | 2              |
| França (SNEP)                           | 183            |
| Irlanda (Irish Albums Chart)            | 34             |
| Itália (FIMI)                           | 34             |
| Japão (Oricon)                          | 105            |
| Países Baixos (MegaCharts)              | 20             |
| Polônia (Polish Music Charts)           | 3              |
| Suécia (Sverigetopplistan)              | 17             |
| Suíça (Schweizer Hitparade)             | 2              |
| Reino Unido (UK Albums Chart)           | 9              |

### Certificações
| País    | Certificador | Certificação |
| ------- | ------------ | ------------ |
| Polônia | ZPAV         | Ouro         |